# ホーホ＝エルテン近くのライン川の眺望
『ホーホ＝エルテン近くのライン川の眺望』（ホーホ＝エルテンちかくのラインがわのちょうぼう、蘭: Stilleven met roemer en horloge、英: Still Life with a Roemer and Watch）は、オランダ絵画黄金時代の画家ヤン・ファン・ホイエンが1653年にキャンバス上に油彩で制作した風景画である。画面前景中央左寄りの渡し船の上に「vG 1653」という画家の署名と制作年が記されている。1975年に購入されて以来、デン・ハーグのマウリッツハイス美術館に所蔵されている。

## 作品
17世紀のオランダにはイタリア的な理想主義的風景を描いたニコラース・ベルヘムやアルベルト・カイプらもいた一方、ヤン・ファン・ホイエンはオランダの自然主義的風景に専心した画家たちの第一世代に属する。彼はきわめて多作な画家で、手掛けた作品が1200点以上も現存する。ファン・ホイエンの初期作品は色彩の多様さ、描かれる人物数の多さを特徴とするが、次第に色調はモノクローム的なものとなり、構図も簡素になった。画家後期の1653年に描かれた本作も、そうした円熟期の作品である。
ファン・ホイエンの風景画は、実在する場所を描いたものが少なくない。スケッチ帳が現存するおかげで、画家が様々な場所に赴いてスケッチをしたことがわかっている。彼はアトリエに戻った後に、それらのスケッチをもとに素描を仕上げ、油彩画にとりかかった。1650年から翌1651年にかけてはライン川両岸のオランダとドイツの領土を訪ねる長旅をしたが、ドイツの町エメリッヒ・アム・ラインからオランダのレイデンまでの地を描いたスケッチが現存する。
本作は、ドイツのエルテンベルクと呼ばれるなだらかな丘を黒のチョークで描いた数多くのスケッチをもとにしている。画面左側のホーホ＝エルテン (上エルテンの意味) には、ロマネスク様式で建設された聖ウィトゥス教会の塔が見える。また、エルテンベルクの麓 (画面中央右寄り) ニーダー・エルテン (下エルテンの意味) には、聖マルティヌス教会と風車がある。しかし、それらのスケッチをもとにした建築物以外は、画家の想像力の産物である。積み荷と旅人を載せた様々な船、岸辺で料理をし、食事をしている人々などがそれにあたる。前景の賑わいが鑑賞者の視線を引きつける一方、見事な雲とエルテンベルクの眺めが美しい背景をなしている。